# Paris-l’Hôpital
Paris-l’Hôpital település Franciaországban, Saône-et-Loire megyében. Lakosainak száma 287 fő (2022. január 1.). Paris-l’Hôpital Change, Créot, Dezize-lès-Maranges, Saint-Sernin-du-Plain és Sampigny-lès-Maranges községekkel határos.

## Népesség
A település népességének változása:
| Lakosok száma | 291  | 296  | 302  | 306  | 310  | 318  | 308  | 297  | 287  |
|               | 2013 | 2015 | 2016 | 2017 | 2018 | 2019 | 2020 | 2021 | 2022 |